# Virginia Slims World Championship Series 1987
Il Virginia Slims World Championship Series 1987 è iniziato il 4 gennaio con il Queensland Open e si è concluso il 13 dicembre con la finale del Brasil Open.
Nel 1987 la Virginia Slims continuò ad organizzare un unico tour mondiale del tennis femminile

## Dicembre 1986
| Settimana   | Torneo                                                                         | Vincitrici                             | Finaliste                             | Semifinaliste                    | Eliminate ai quarti                                                |
| ----------- | ------------------------------------------------------------------------------ | -------------------------------------- | ------------------------------------- | -------------------------------- | ------------------------------------------------------------------ |
| 1º dicembre | WTA Argentine Open 1986 Buenos Aires, Argentina Terra rossa Singolare - Doppio | Gabriela Sabatini 6-1, 6-1             | Arantxa Sánchez Vicario               | Lori McNeil Mariana Pérez-Roldán | Patricia Tarabini Laura Golarsa Bettina Fulco Nicole Muns-Jagerman |
| 1º dicembre | WTA Argentine Open 1986 Buenos Aires, Argentina Terra rossa Singolare - Doppio | Lori McNeil Mercedes Paz 6-1, 2-6, 6-1 | Nicole Muns-Jagerman Manon Bollegraf  | Lori McNeil Mariana Pérez-Roldán | Patricia Tarabini Laura Golarsa Bettina Fulco Nicole Muns-Jagerman |
| 8 dicembre  | Brasil Open 1986 San Paolo, Brasile Terra rossa Singolare - Doppio             | Vicki Nelson-Dunbar 6-2 7–6(1)         | Jenny Klitch                          |                                  |                                                                    |
| 8 dicembre  | Brasil Open 1986 San Paolo, Brasile Terra rossa Singolare - Doppio             | Neige Dias Pat Medrado 4-6, 6-4, 7-6   | Laura Arraya Gildemeister Petra Huber |                                  |                                                                    |

## Gennaio
| Settimana              | Torneo                                                                                      | Vincitrici                                                    | Finaliste                        | Semifinaliste                                             | Eliminate ai quarti |
| ---------------------- | ------------------------------------------------------------------------------------------- | ------------------------------------------------------------- | -------------------------------- | --------------------------------------------------------- | --- |
| 29 dicembre 1986       | Queensland Open 1987 (Queensland Jason 2000 Classic) Brisbane, Australia Singolare - Doppio | Hana Mandlíková 6–2, 2–6, 6–4                                 | Pam Shriver                      | Helena Suková Betsy Nagelsen                              | Helen Kelesi Rosalyn Fairbank Elizabeth Smylie Eva Pfaff                                                                |
| 29 dicembre 1986       | Queensland Open 1987 (Queensland Jason 2000 Classic) Brisbane, Australia Singolare - Doppio | Hana Mandlíková Wendy Turnbull 6-4, 6-2                       | Betsy Nagelsen Elizabeth Smylie  | Helena Suková Betsy Nagelsen                              | Helen Kelesi Rosalyn Fairbank Elizabeth Smylie Eva Pfaff                                                                |
| 5 gennaio              | New South Wales Open 1987 Sydney, Australia Erba Singolare - Doppio                         | Zina Garrison 6–2, 6–4                                        | Pam Shriver                      | Wendy Turnbull Manuela Maleeva                            | Lori McNeil Helena Suková Etsuko Inoue Catarina Lindqvist                                                               |
| 5 gennaio              | New South Wales Open 1987 Sydney, Australia Erba Singolare - Doppio                         | Betsy Nagelsen Elizabeth Smylie 6-7, 7-5, 6-1                 | Jenny Byrne Janine Tremelling    | Wendy Turnbull Manuela Maleeva                            | Lori McNeil Helena Suková Etsuko Inoue Catarina Lindqvist                                                               |
| 12 gennaio 2 settimane | Australian Open 1987 Melbourne, Australia Erba Singolare - Doppio - Doppio misto            | Hana Mandlíková 7-5, 7-6(1)                                   | Martina Navrátilová              | Catarina Lindqvist Claudia Kohde Kilsch                   | Zina Garrison Pam Shriver Elizabeth Smylie Lori McNeil                                                                  |
| 12 gennaio 2 settimane | Australian Open 1987 Melbourne, Australia Erba Singolare - Doppio - Doppio misto            | Martina Navrátilová Andrea Temesvári 6-1, 6-2                 | Steffi Graf Gabriela Sabatini    | Catarina Lindqvist Claudia Kohde Kilsch                   | Zina Garrison Pam Shriver Elizabeth Smylie Lori McNeil                                                                  |
| 12 gennaio 2 settimane | Australian Open 1987 Melbourne, Australia Erba Singolare - Doppio - Doppio misto            | Doppio misto: Zina Garrison Sherwood Stewart 3-6, 7–6(5), 6-3 | Andrew Castle Anne Hobbs         | Catarina Lindqvist Claudia Kohde Kilsch                   | Zina Garrison Pam Shriver Elizabeth Smylie Lori McNeil                                                                  |
| 26 gennaio             | ASB Classic 1987 Auckland, Nuova Zelanda Cemento Singolare - Doppio                         | Gretchen Magers 6–2, 6–3                                      | Terry Phelps                     | Elizabeth Minter Kathrin Keil                             | Anna-Maria Fernández Michelle Jaggard-Lai Ann Devries Nicole Bradtke                                                    |
| 26 gennaio             | ASB Classic 1987 Auckland, Nuova Zelanda Cemento Singolare - Doppio                         | Anna-Maria Fernández Julie Richardson 4-6, 6-4, 6-2           | Gretchen Magers Elizabeth Minter | Elizabeth Minter Kathrin Keil                             | Anna-Maria Fernández Michelle Jaggard-Lai Ann Devries Nicole Bradtke                                                    |
| 30 gennaio             | World Doubles Championships 1987 Tokyo, Giappone 175 000 $ - Sintetico (i) - 8D Doppio      | Claudia Kohde Kilsch Helena Suková 6-1, 7–6(5)                | Elise Burgin Pam Shriver         | Gigi Fernández / Robin White Sandy Collins / Sharon Walsh | Beth Herr / Alycia Moulton Jenny Byrne / Janine Thompson Betsy Nagelsen / Elizabeth Smylie Candy Reynolds / Paula Smith |

## Febbraio
| Settimana   | Torneo                                                                                     | Vincitrici                                    | Finaliste                           | Semifinaliste                       | Eliminate ai quarti                                             |
| ----------- | ------------------------------------------------------------------------------------------ | --------------------------------------------- | ----------------------------------- | ----------------------------------- | --------------------------------------------------------------- |
| 2 febbraio  | Virginia Slims of Kansas 1987 Wichita, USA Sintetico (indoor) Singolare - Doppio           | Barbara Potter 7-6, 7-6                       | Larisa Neiland                      | Emmanuelle Derly Wendy White        | Jana Novotná Natal'ja Bykova Nataša Zvereva Sylvia Hanika       |
| 2 febbraio  | Virginia Slims of Kansas 1987 Wichita, USA Sintetico (indoor) Singolare - Doppio           | Svetlana Černeva Larisa Neiland 6-2, 6-4      | Barbara Potter Wendy White          | Emmanuelle Derly Wendy White        | Jana Novotná Natal'ja Bykova Nataša Zvereva Sylvia Hanika       |
| 9 febbraio  | Virginia Slims of California 1987 San Francisco, USA Sintetico (indoor) Singolare - Doppio | Zina Garrison 7-5, 4-6, 6-3                   | Sylvia Hanika                       | Hana Mandlíková Kathy Rinaldi       | Manuela Maleeva Wendy White Wendy Turnbull Stephanie Rehe       |
| 9 febbraio  | Virginia Slims of California 1987 San Francisco, USA Sintetico (indoor) Singolare - Doppio | Hana Mandlíková Wendy Turnbull 6-2, 7-6       | Isabelle Demongeot Nathalie Tauziat | Hana Mandlíková Kathy Rinaldi       | Manuela Maleeva Wendy White Wendy Turnbull Stephanie Rehe       |
| 9 febbraio  | Virginia Slims of Oklahoma 1987 Oklahoma City, USA Cemento (indoor) Singolare - Doppio     | Elizabeth Smylie 4-6, 6-3, 7-5                | Lori McNeil                         | Larisa Neiland Catarina Lindqvist   | Hu Na Natal'ja Bykova Camille Benjamin Anne Minter              |
| 9 febbraio  | Virginia Slims of Oklahoma 1987 Oklahoma City, USA Cemento (indoor) Singolare - Doppio     | Svetlana Černeva Larisa Neiland 6-4, 6-4      | Lori McNeil Kim Sands               | Larisa Neiland Catarina Lindqvist   | Hu Na Natal'ja Bykova Camille Benjamin Anne Minter              |
| 16 febbraio | Virginia Slims of Florida 1987 Boca Raton, Florida, USA Cemento Singolare - Doppio         | Steffi Graf 6-2, 6-3                          | Helena Suková                       | Gabriela Sabatini Pam Shriver       | Kate Gompert Bettina Bunge Gigi Fernández Claudia Kohde Kilsch  |
| 16 febbraio | Virginia Slims of Florida 1987 Boca Raton, Florida, USA Cemento Singolare - Doppio         | Svetlana Černeva Larisa Neiland 6-0, 3-6, 6-2 | Chris Evert Pam Shriver             | Gabriela Sabatini Pam Shriver       | Kate Gompert Bettina Bunge Gigi Fernández Claudia Kohde Kilsch  |
| 23 febbraio | Lipton International Players Championships 1987 Miami, USA Cemento Singolare - Doppio      | Steffi Graf 6-1, 6-2                          | Chris Evert                         | Martina Navrátilová Hana Mandlíková | Nathalie Tauziat Lisa Bonder Helena Suková Claudia Kohde Kilsch |
| 23 febbraio | Lipton International Players Championships 1987 Miami, USA Cemento Singolare - Doppio      | Martina Navrátilová Pam Shriver 6-3, 7–6(6)   | Claudia Kohde Kilsch Helena Suková  | Martina Navrátilová Hana Mandlíková | Nathalie Tauziat Lisa Bonder Helena Suková Claudia Kohde Kilsch |

## Marzo
| Settimana | Torneo                                                                             | Vincitrici                                      | Finaliste                       | Semifinaliste                     | Eliminate ai quarti                                              |
| --------- | ---------------------------------------------------------------------------------- | ----------------------------------------------- | ------------------------------- | --------------------------------- | ---------------------------------------------------------------- |
| 9 marzo   | Virginia Slims of Arizona 1987 Phoenix, USA Cemento Singolare - Doppio             | Anne White 6-1, 6-2                             | Dianne Balestrat                | Sharon Walsh-Pete Maria Lindström | Catherine Suire Ann Henricksson Christiane Jolissaint Penny Barg |
| 9 marzo   | Virginia Slims of Arizona 1987 Phoenix, USA Cemento Singolare - Doppio             | Penny Barg Beth Herr 2-6, 6-2, 7-6              | Mary Lou Daniels Anne White     | Sharon Walsh-Pete Maria Lindström | Catherine Suire Ann Henricksson Christiane Jolissaint Penny Barg |
| 16 marzo  | Virginia Slims of Dallas 1987 Dallas, USA Sintetico indoor Singolare - Doppio      | Chris Evert 6-1, 6-2                            | Pam Shriver                     | Zina Garrison Lori McNeil         | Stephanie Rehe Bettina Bunge Manuela Maleeva Wendy Turnbull      |
| 16 marzo  | Virginia Slims of Dallas 1987 Dallas, USA Sintetico indoor Singolare - Doppio      | Mary Lou Daniels Anne White 7-5, 6-3            | Elise Burgin Robin White        | Zina Garrison Lori McNeil         | Stephanie Rehe Bettina Bunge Manuela Maleeva Wendy Turnbull      |
| 23 marzo  | Virginia Slims of Washington 1987 Fairfax, USA Sintetico indoor Singolare - Doppio | Hana Mandlíková 6–4, 6–2                        | Barbara Potter                  | Helena Suková Zina Garrison       | Kathy Rinaldi Lori McNeil Ann Henricksson Sylvia Hanika          |
| 23 marzo  | Virginia Slims of Washington 1987 Fairfax, USA Sintetico indoor Singolare - Doppio | Elise Burgin Pam Shriver 6-1, 3-6, 6-4          | Zina Garrison Lori McNeil       | Helena Suková Zina Garrison       | Kathy Rinaldi Lori McNeil Ann Henricksson Sylvia Hanika          |
| 29 marzo  | US Indoors 1987 Piscataway (New Jersey), USA Sintetico indoor Singolare - Doppio   | Helena Suková 6-0, 6-3                          | Lori McNeil                     | Hana Mandlíková Gigi Fernández    | Sylvia Hanika Wendy Turnbull Grace Kim Catarina Lindqvist        |
| 29 marzo  | US Indoors 1987 Piscataway (New Jersey), USA Sintetico indoor Singolare - Doppio   | Gigi Fernández Lori McNeil 6-1, 6-4             | Betsy Nagelsen Elizabeth Smylie | Hana Mandlíková Gigi Fernández    | Sylvia Hanika Wendy Turnbull Grace Kim Catarina Lindqvist        |
| 30 marzo  | WTA South Carolina 1987 Charleston, USA Terra rossa Singolare - Doppio             | Manuela Maleeva 5-7, 6-2, 6-3                   | Raffaella Reggi                 | Bettina Fulco Jana Novotná        | Halle Cioffi Sandra Cecchini Kate Gompert Wiltrud Probst         |
| 30 marzo  | WTA South Carolina 1987 Charleston, USA Terra rossa Singolare - Doppio             | Laura Gildemeister Tine Scheuer-Larsen 6-4, 6-4 | Mercedes Paz Candy Reynolds     | Bettina Fulco Jana Novotná        | Halle Cioffi Sandra Cecchini Kate Gompert Wiltrud Probst         |

## Aprile
| Settimana | Torneo                                                                             | Vincitrici                                      | Finaliste                      | Semifinaliste                       | Eliminate ai quarti                                           |
| --------- | ---------------------------------------------------------------------------------- | ----------------------------------------------- | ------------------------------ | ----------------------------------- | ------------------------------------------------------------- |
| 6 aprile  | Family Circle Cup 1987 Hilton Head, USA Terra verde Singolare - Doppio             | Steffi Graf 6-2, 4-6, 6-3                       | Manuela Maleeva                | Gabriela Sabatini Chris Evert       | Helen Kelesi Claudia Kohde Kilsch Zina Garrison Bettina Bunge |
| 6 aprile  | Family Circle Cup 1987 Hilton Head, USA Terra verde Singolare - Doppio             | Mercedes Paz Eva Pfaff 7-5, 7-5                 | Zina Garrison Lori McNeil      | Gabriela Sabatini Chris Evert       | Helen Kelesi Claudia Kohde Kilsch Zina Garrison Bettina Bunge |
| 13 aprile | Bausch & Lomb Championships 1987 Amelia Island, USA Terra verde Singolare - Doppio | Steffi Graf 6-3, 6-4                            | Hana Mandlíková                | Gabriela Sabatini Zina Garrison     | Manuela Maleeva Helen Kelesi Kathy Rinaldi Terry Phelps       |
| 13 aprile | Bausch & Lomb Championships 1987 Amelia Island, USA Terra verde Singolare - Doppio | Steffi Graf Gabriela Sabatini 3-6, 6-3, 7-5     | Hana Mandlíková Wendy Turnbull | Gabriela Sabatini Zina Garrison     | Manuela Maleeva Helen Kelesi Kathy Rinaldi Terry Phelps       |
| 13 aprile | Japan Open Tennis Championships 1987 Tokyo, Giappone Cemento Singolare - Doppio    | Katerina Maleeva 6-2, 6-3                       | Barbara Gerken                 | Etsuko Kaneshiro Betsy Nagelsen     | Melissa Gurney Kathy Jordan Kumiko Okamoto Beth Herr          |
| 13 aprile | Japan Open Tennis Championships 1987 Tokyo, Giappone Cemento Singolare - Doppio    | Betsy Nagelsen Kathy Jordan 6-3, 7-5            | Sandy Collins Sharon Walsh     | Etsuko Kaneshiro Betsy Nagelsen     | Melissa Gurney Kathy Jordan Kumiko Okamoto Beth Herr          |
| 20 aprile | Taiwan Open 1987 Taiwan, Taiwan Cemento Singolare - Doppio                         | Elizabeth Minter 6-4, 6-1                       | Claudia Porwik                 | Adriana Villagrán Heather Ludloff   | Cláudia Monteiro Ann Devries Caterina Nozzoli Laura Golarsa   |
| 20 aprile | Taiwan Open 1987 Taiwan, Taiwan Cemento Singolare - Doppio                         | Cammy MacGregor Cynthia MacGregor 7-6, 5-7, 6-4 | Sandy Collins Sharon Walsh     | Adriana Villagrán Heather Ludloff   | Cláudia Monteiro Ann Devries Caterina Nozzoli Laura Golarsa   |
| 20 aprile | Virginia Slims of Houston 1987 Houston, Texas, USA Terra rossa Singolare - Doppio  | Chris Evert 3-6, 6-1, 7-6                       | Martina Navrátilová            | Zina Garrison Hana Mandlíková       | Lori McNeil Raffaella Reggi Kate Gompert Gabriela Sabatini    |
| 20 aprile | Virginia Slims of Houston 1987 Houston, Texas, USA Terra rossa Singolare - Doppio  | Kathy Jordan Martina Navrátilová 6-2, 6-4       | Zina Garrison Lori McNeil      | Zina Garrison Hana Mandlíková       | Lori McNeil Raffaella Reggi Kate Gompert Gabriela Sabatini    |
| 27 aprile | Eckerd Tennis Open 1987 Tampa, USA Terra rossa Singolare - Doppio                  | Chris Evert 6-3, 6-2                            | Kate Gompert                   | Beverly Bowes-Hackney Kathy Rinaldi | Laura Gildemeister Terry Phelps Ronni Reis Gisele Miro        |
| 27 aprile | Eckerd Tennis Open 1987 Tampa, USA Terra rossa Singolare - Doppio                  | Chris Evert Wendy Turnbull 6-4, 6-3             | Elise Burgin Rosalyn Fairbank  | Beverly Bowes-Hackney Kathy Rinaldi | Laura Gildemeister Terry Phelps Ronni Reis Gisele Miro        |
| 18 aprile | Singapore Open 1987 Kallang, Singapore Cemento Singolare - Doppio                  | Anne Minter 6–4, 6–1                            | Barbara Gerken                 | Emiko Sakaguchi Etsuko Kaneshiro    | Ann Devries Cammy MacGregor Annabel Croft Claudia Porwik      |
| 18 aprile | Singapore Open 1987 Kallang, Singapore Cemento Singolare - Doppio                  | Anna-Maria Fernández Julie Richardson 6-1, 6-4  | Barbara Gerken Heather Ludloff | Emiko Sakaguchi Etsuko Kaneshiro    | Ann Devries Cammy MacGregor Annabel Croft Claudia Porwik      |

## Maggio
| Settimana             | Torneo                                                                      | Vincitrici                                           | Finaliste                              | Semifinaliste                     | Eliminate ai quarti                                                          |
| --------------------- | --------------------------------------------------------------------------- | ---------------------------------------------------- | -------------------------------------- | --------------------------------- | ---------------------------------------------------------------------------- |
| 4 maggio              | Internazionali d'Italia 1987 Roma, Italia Terra rossa Singolare - Doppio    | Steffi Graf 7-5, 4-6, 6-0                            | Gabriela Sabatini                      | Martina Navrátilová Helena Suková | Claudia Kohde Kilsch Arantxa Sánchez Vicario Julia Polz Bettina Fulco        |
| 4 maggio              | Internazionali d'Italia 1987 Roma, Italia Terra rossa Singolare - Doppio    | Martina Navrátilová Gabriela Sabatini 6-4, 6-1       | Claudia Kohde Kilsch Helena Suková     | Martina Navrátilová Helena Suková | Claudia Kohde Kilsch Arantxa Sánchez Vicario Julia Polz Bettina Fulco        |
| 11 maggio             | WTA German Open 1987 Berlino, Germania Terra rossa Singolare - Doppio       | Steffi Graf 6-2, 6-3                                 | Claudia Kohde Kilsch                   | Sandra Cecchini Patricia Tarabini | Nathalie Tauziat Louise Field Raffaella Reggi Nicole Bradtke                 |
| 11 maggio             | WTA German Open 1987 Berlino, Germania Terra rossa Singolare - Doppio       | Claudia Kohde Kilsch Helena Suková 6-1, 6-2          | Catarina Lindqvist Tine Scheuer-Larsen | Sandra Cecchini Patricia Tarabini | Nathalie Tauziat Louise Field Raffaella Reggi Nicole Bradtke                 |
| 18 maggio             | WTA Swiss Open 1987 Ginevra, Svizzera Terra rossa Singolare - Doppio        | Chris Evert 6-3, 4-6, 6-2                            | Manuela Maleeva                        | Lori McNeil Raffaella Reggi       | Mary Joe Fernández Mariana Pérez-Roldán Katerina Maleeva Iva Budařová        |
| 18 maggio             | WTA Swiss Open 1987 Ginevra, Svizzera Terra rossa Singolare - Doppio        | Betsy Nagelsen Elizabeth Smylie 4–6, 6–4, 6–3        | Laura Gildemeister Catherine Tanvier   | Lori McNeil Raffaella Reggi       | Mary Joe Fernández Mariana Pérez-Roldán Katerina Maleeva Iva Budařová        |
| 18 maggio             | Internationaux de Strasbourg 1987 Strasburgo, Francia Singolare - Doppio    | Carling Bassett 6-3, 6-4                             | Sandra Cecchini                        | Kathleen Horvath Nathalie Tauziat | Isabel Cueto Elise Burgin Virginia Ruzici Terry Phelps                       |
| 18 maggio             | Internationaux de Strasbourg 1987 Strasburgo, Francia Singolare - Doppio    | Jana Novotná Catherine Suire 6-0, 6-2                | Kathleen Horvath Marcella Mesker       | Kathleen Horvath Nathalie Tauziat | Isabel Cueto Elise Burgin Virginia Ruzici Terry Phelps                       |
| 25 maggio 2 settimane | Open di Francia 1987 Parigi, Francia Terra rossa Singolare - Doppio - Misto | Steffi Graf 6-4, 4-6, 8-6                            | Martina Navrátilová                    | Chris Evert Gabriela Sabatini     | Claudia Kohde Kilsch Raffaella Reggi Arantxa Sánchez Vicario Manuela Maleeva |
| 25 maggio 2 settimane | Open di Francia 1987 Parigi, Francia Terra rossa Singolare - Doppio - Misto | Martina Navrátilová Pam Shriver 6-2, 6-1             | Steffi Graf Gabriela Sabatini          | Chris Evert Gabriela Sabatini     | Claudia Kohde Kilsch Raffaella Reggi Arantxa Sánchez Vicario Manuela Maleeva |
| 25 maggio 2 settimane | Open di Francia 1987 Parigi, Francia Terra rossa Singolare - Doppio - Misto | Doppio misto: Pam Shriver Emilio Sánchez 6-3, 7–6(5) | Lori McNeil Sherwood Stewart           | Chris Evert Gabriela Sabatini     | Claudia Kohde Kilsch Raffaella Reggi Arantxa Sánchez Vicario Manuela Maleeva |

## Giugno
| Settimana             | Torneo                                                                                    | Vincitrici                                       | Finaliste                         | Semifinaliste           | Eliminate ai quarti                                                   |
| --------------------- | ----------------------------------------------------------------------------------------- | ------------------------------------------------ | --------------------------------- | ----------------------- | --------------------------------------------------------------------- |
| 8 giugno              | DFS Classic 1987 Birmingham, Gran Bretagna Erba Singolare - Doppio                        | Pam Shriver 4-6, 6-2, 6-2                        | Larisa Neiland                    | Etsuko Inoue Eva Pfaff  | Nathalie Tauziat Carling Bassett Elizabeth Smylie Rosalyn Fairbank    |
| 8 giugno              | DFS Classic 1987 Birmingham, Gran Bretagna Erba Singolare - Doppio                        | Torneo cancellato per pioggia                    |                                   | Etsuko Inoue Eva Pfaff  | Nathalie Tauziat Carling Bassett Elizabeth Smylie Rosalyn Fairbank    |
| 15 giugno             | International Women's Open 1987 Eastbourne, Gran Bretagna Erba Singolare - Doppio         | Helena Suková 7-6, 6-3                           | Martina Navrátilová               | Pam Shriver Chris Evert | Isabelle Demongeot Gabriela Sabatini Rosalyn Fairbank Larisa Neiland  |
| 15 giugno             | International Women's Open 1987 Eastbourne, Gran Bretagna Erba Singolare - Doppio         | Martina Navrátilová Pam Shriver 6-2, 6-4         | Rosalyn Fairbank Elizabeth Smylie | Pam Shriver Chris Evert | Isabelle Demongeot Gabriela Sabatini Rosalyn Fairbank Larisa Neiland  |
| 22 giugno 2 settimane | Torneo di Wimbledon 1987 Wimbledon, Londra, Gran Bretagna Erba Singolare - Doppio - Misto | Martina Navrátilová 7-6, 6-3                     | Steffi Graf                       | Chris Evert Pam Shriver | Dianne Balestrat Claudia Kohde Kilsch Helena Suková Gabriela Sabatini |
| 22 giugno 2 settimane | Torneo di Wimbledon 1987 Wimbledon, Londra, Gran Bretagna Erba Singolare - Doppio - Misto | Claudia Kohde Kilsch Helena Suková 7-5, 7-5      | Betsy Nagelsen Elizabeth Smylie   | Chris Evert Pam Shriver | Dianne Balestrat Claudia Kohde Kilsch Helena Suková Gabriela Sabatini |
| 22 giugno 2 settimane | Torneo di Wimbledon 1987 Wimbledon, Londra, Gran Bretagna Erba Singolare - Doppio - Misto | Doppio misto: Jo Durie Jeremy Bates 7–6(10), 6–3 | Nicole Bradtke Darren Cahill      | Chris Evert Pam Shriver | Dianne Balestrat Claudia Kohde Kilsch Helena Suková Gabriela Sabatini |

## Luglio
| Settimana | Torneo                                                                                               | Vincitrici                                  | Finaliste                         | Semifinaliste                     | Eliminate ai quarti                                                       |
| --------- | --- | ------------------------------------------- | --------------------------------- | --------------------------------- | ------------------------------------------------------------------------- |
| 6 luglio  | Belgian Open 1987 Bruxelles, Knokke Terra Singolare - Doppio                                         | Kathleen Horvath 6-1, 7-6                   | Bettina Bunge                     | Laura Garrone Nathalie Herreman   | Federica Bonsignori Ann Devries Mercedes Paz Isabel Cueto                 |
| 6 luglio  | Belgian Open 1987 Bruxelles, Knokke Terra Singolare - Doppio                                         | Bettina Bunge Manuela Maleeva 4-6, 6-4, 6-3 | Kathleen Horvath Marcella Mesker  | Laura Garrone Nathalie Herreman   | Federica Bonsignori Ann Devries Mercedes Paz Isabel Cueto                 |
| 6 luglio  | Swedish Open 1987 Båstad, Svezia Terra Singolare - Doppio                                            | Sandra Cecchini 6-4, 6-4                    | Catarina Lindqvist                | Judith Wiesner Katerina Maleeva   | Adriana Villagrán Carina Karlsson Amy Jonsson-Raaholt Tine Scheuer-Larsen |
| 6 luglio  | Swedish Open 1987 Båstad, Svezia Terra Singolare - Doppio                                            | Penny Barg Tine Scheuer-Larsen 6-1, 6-2     | Sandra Cecchini Patricia Tarabini | Judith Wiesner Katerina Maleeva   | Adriana Villagrán Carina Karlsson Amy Jonsson-Raaholt Tine Scheuer-Larsen |
| 13 luglio | Hall of Fame Tennis Championships 1987 Newport, USA Erba Singolare - Doppio                          | Pam Shriver 6-2, 6-4                        | Wendy White                       | Alycia Moulton Rosalyn Fairbank   | Gigi Fernández Terry Phelps Heather Ludloff Lori McNeil                   |
| 13 luglio | Hall of Fame Tennis Championships 1987 Newport, USA Erba Singolare - Doppio                          | Gigi Fernández Lori McNeil 7-6, 7-5         | Anne Hobbs Kathy Jordan           | Alycia Moulton Rosalyn Fairbank   | Gigi Fernández Terry Phelps Heather Ludloff Lori McNeil                   |
| 27 luglio | Northern California Open 1987 (California State Championships) Aptos, USA Cemento Singolare - Doppio | Elly Hakami 6-3, 6-4                        | Melissa Gurney                    | Mariana Pérez-Roldán Terry Phelps | Penny Barg Susan Mascarin Kathy Jordan Cammy MacGregor                    |
| 27 luglio | Northern California Open 1987 (California State Championships) Aptos, USA Cemento Singolare - Doppio | Kathy Jordan Robin White 6-1, 6-0           | Lea Antonoplis Barbara Gerken     | Mariana Pérez-Roldán Terry Phelps | Penny Barg Susan Mascarin Kathy Jordan Cammy MacGregor                    |

## Agosto
| Settimana | Torneo                                                                          | Vincitrici                                | Finaliste                          | Semifinaliste                         | Eliminate ai quarti                                               |
| --------- | ------------------------------------------------------------------------------- | ----------------------------------------- | ---------------------------------- | ------------------------------------- | ----------------------------------------------------------------- |
| 3 agosto  | San Diego Open 1987 San Diego, Stati Uniti Cemento Singolare - Doppio           | Raffaella Reggi 6-0, 6-4                  | Anne Minter                        | Lori McNeil Nathalie Tauziat          | Elly Hakami Nathalie Herreman Isabelle Demongeot Kate Gompert     |
| 3 agosto  | San Diego Open 1987 San Diego, Stati Uniti Cemento Singolare - Doppio           | Jana Novotná Catherine Suire 6-3, 6-4     | Elise Burgin Sharon Walsh          | Lori McNeil Nathalie Tauziat          | Elly Hakami Nathalie Herreman Isabelle Demongeot Kate Gompert     |
| 10 agosto | East West Bank Classic 1987 Los Angeles, Stati Uniti Cemento Singolare - Doppio | Steffi Graf 6-3, 6-4                      | Chris Evert                        | Gabriela Sabatini Martina Navrátilová | Elly Hakami Lori McNeil Hana Mandlíková Bettina Bunge             |
| 10 agosto | East West Bank Classic 1987 Los Angeles, Stati Uniti Cemento Singolare - Doppio | Martina Navrátilová Pam Shriver 6-3, 6-4  | Zina Garrison Lori McNeil          | Gabriela Sabatini Martina Navrátilová | Elly Hakami Lori McNeil Hana Mandlíková Bettina Bunge             |
| 17 agosto | Canada Open 1987 Toronto, Canada Cemento Singolare - Doppio                     | Pam Shriver 6-4, 6-1                      | Zina Garrison                      | Chris Evert Bettina Bunge             | Helen Kelesi Gabriela Sabatini Anne Minter Barbara Potter         |
| 17 agosto | Canada Open 1987 Toronto, Canada Cemento Singolare - Doppio                     | Zina Garrison Lori McNeil 6-1, 6-2        | Claudia Kohde Kilsch Helena Suková | Chris Evert Bettina Bunge             | Helen Kelesi Gabriela Sabatini Anne Minter Barbara Potter         |
| 24 agosto | WTA New Jersey 1987 Mahwah, Stati Uniti Cemento Singolare - Doppio              | Manuela Maleeva 1-6, 6-4, 6-1             | Sylvia Hanika                      | Katerina Maleeva Lori McNeil          | Helena Suková Raffaella Reggi Catarina Lindqvist Dianne Balestrat |
| 24 agosto | WTA New Jersey 1987 Mahwah, Stati Uniti Cemento Singolare - Doppio              | Anne Hobbs Elizabeth Smylie 6-4, 2-6, 6-2 | Gigi Fernández Lori McNeil         | Katerina Maleeva Lori McNeil          | Helena Suková Raffaella Reggi Catarina Lindqvist Dianne Balestrat |

## Settembre
| Settimana                | Torneo                                                                               | Vincitrici                                                             | Finaliste                           | Semifinaliste                       | Eliminate ai quarti                                            |
| ------------------------ | ------------------------------------------------------------------------------------ | ---------------------------------------------------------------------- | ----------------------------------- | ----------------------------------- | -------------------------------------------------------------- |
| 1º settembre 2 settimane | US Open 1987 Flushing Meadows, New York City, USA Cemento Singolare - Doppio - Misto | Martina Navrátilová 7–6(4), 6-1                                        | Steffi Graf                         | Lori McNeil Helena Suková           | Pam Shriver Chris Evert Claudia Kohde Kilsch Gabriela Sabatini |
| 1º settembre 2 settimane | US Open 1987 Flushing Meadows, New York City, USA Cemento Singolare - Doppio - Misto | Martina Navrátilová Pam Shriver 5-7, 6-4, 6-2                          | Kathy Jordan Elizabeth Smylie       | Lori McNeil Helena Suková           | Pam Shriver Chris Evert Claudia Kohde Kilsch Gabriela Sabatini |
| 1º settembre 2 settimane | US Open 1987 Flushing Meadows, New York City, USA Cemento Singolare - Doppio - Misto | Doppio misto: Martina Navrátilová Emilio Sánchez Vicario 6–4, 6–7, 7–6 | Betsy Nagelsen Paul Annacone        | Lori McNeil Helena Suková           | Pam Shriver Chris Evert Claudia Kohde Kilsch Gabriela Sabatini |
| 14 settembre             | Toray Pan Pacific Open 1987 Tokyo, Giappone Cemento (indoor) Singolare - Doppio      | Gabriela Sabatini 6-4, 7-6                                             | Manuela Maleeva                     | Katerina Maleeva Catarina Lindqvist | Etsuko Inoue Dianne Balestrat Barbara Potter Marianne Werdel   |
| 14 settembre             | Toray Pan Pacific Open 1987 Tokyo, Giappone Cemento (indoor) Singolare - Doppio      | Anne White Robin White 6-1, 6-2                                        | Katerina Maleeva Manuela Maleeva    | Katerina Maleeva Catarina Lindqvist | Etsuko Inoue Dianne Balestrat Barbara Potter Marianne Werdel   |
| 21 settembre             | Citizen Cup 1987 Amburgo, Germania Terra rossa Singolare - Doppio                    | Steffi Graf 6-2, 6-2                                                   | Isabel Cueto                        | Sandra Cecchini Kathleen Horvath    | Wiltrud Probst Raffaella Reggi Sabrina Goleš Iwona Kuczyńska   |
| 21 settembre             | Citizen Cup 1987 Amburgo, Germania Terra rossa Singolare - Doppio                    | Claudia Kohde Kilsch Jana Novotná 7-6, 7-6                             | Natal'ja Bykova Leila Meskhi        | Sandra Cecchini Kathleen Horvath    | Wiltrud Probst Raffaella Reggi Sabrina Goleš Iwona Kuczyńska   |
| 28 settembre             | Clarins Open 1987 Parigi, Francia Terra rossa Singolare - Doppio                     | Sabrina Goleš 7-5, 6-1                                                 | Sandra Wasserman                    | Michelle Torres Federica Bonsignori | Raffaella Reggi Hana Fukarková Sandra Cecchini Brenda Schultz  |
| 28 settembre             | Clarins Open 1987 Parigi, Francia Terra rossa Singolare - Doppio                     | Isabelle Demongeot Nathalie Tauziat 1-6, 6-3, 6-3                      | Sandra Cecchini Sabrina Goleš       | Michelle Torres Federica Bonsignori | Raffaella Reggi Hana Fukarková Sandra Cecchini Brenda Schultz  |
| 28 settembre             | Virginia Slims of New Orleans 1987 New Orleans, USA Cemento Singolare - Doppio       | Chris Evert 6-3, 7-5                                                   | Lori McNeil                         | Wendy Turnbull Zina Garrison        | Anne Smith Robin White Kate Gompert Marianne Werdel            |
| 28 settembre             | Virginia Slims of New Orleans 1987 New Orleans, USA Cemento Singolare - Doppio       | Zina Garrison Lori McNeil 6-3, 6-3                                     | Peanut Louie-Harper Heather Ludloff | Wendy Turnbull Zina Garrison        | Anne Smith Robin White Kate Gompert Marianne Werdel            |

## Ottobre
| Settimana  | Torneo                                                                                    | Vincitrici                                      | Finaliste                             | Semifinaliste                    | Eliminate ai quarti                                              |
| ---------- | ----------------------------------------------------------------------------------------- | ----------------------------------------------- | ------------------------------------- | -------------------------------- | ---------------------------------------------------------------- |
| 5 ottobre  | Athens Trophy 1987 Atene, Grecia Cemento Singolare - Doppio                               | Katerina Maleeva 6-1, 6-0                       | Julie Halard                          | Isabel Cueto Judith Wiesner      | Alexia Dechaume Leila Meskhi Patricia Tarabini Olga Tsarbopoulou |
| 5 ottobre  | Athens Trophy 1987 Atene, Grecia Cemento Singolare - Doppio                               | Andrea Betzner Judith Wiesner 6-4, 7-6          | Kathleen Horvath Dinky van Rensburg   | Isabel Cueto Judith Wiesner      | Alexia Dechaume Leila Meskhi Patricia Tarabini Olga Tsarbopoulou |
| 12 ottobre | Puerto Rico Open 1987 San Juan, Porto Rico Cemento Singolare - Doppio                     | Stephanie Rehe 7-5, 7-6                         | Camille Benjamin                      | Pilar Vásquez Elizabeth Minter   | Wendy Turnbull Cammy MacGregor Niurka Sodupe Elly Hakami         |
| 12 ottobre | Puerto Rico Open 1987 San Juan, Porto Rico Cemento Singolare - Doppio                     | Lise Gregory Ronni Reis 7-5, 7-5                | Cammy MacGregor Cynthia MacGregor     | Pilar Vásquez Elizabeth Minter   | Wendy Turnbull Cammy MacGregor Niurka Sodupe Elly Hakami         |
| 12 ottobre | Porsche Tennis Grand Prix 1987 Filderstadt, Germania Sintetico indoor Singolare - Doppio  | Martina Navrátilová 7-5, 6-1                    | Chris Evert                           | Gabriela Sabatini Pam Shriver    | Lori McNeil Helena Suková Zina Garrison Mary Joe Fernández       |
| 12 ottobre | Porsche Tennis Grand Prix 1987 Filderstadt, Germania Sintetico indoor Singolare - Doppio  | Martina Navrátilová Pam Shriver 6-1, 6-2        | Zina Garrison Lori McNeil             | Gabriela Sabatini Pam Shriver    | Lori McNeil Helena Suková Zina Garrison Mary Joe Fernández       |
| 19 ottobre | Brighton International 1987 Brighton, Gran Bretagna Sintetico (indoor) Singolare - Doppio | Gabriela Sabatini 7-5, 6-4                      | Pam Shriver                           | Kathy Jordan Helena Suková       | Sandra Cecchini Katerina Maleeva Sylvia Hanika Bettina Bunge     |
| 19 ottobre | Brighton International 1987 Brighton, Gran Bretagna Sintetico (indoor) Singolare - Doppio | Kathy Jordan Helena Suková 7-5, 6-1             | Tine Scheuer-Larsen Catherine Tanvier | Kathy Jordan Helena Suková       | Sandra Cecchini Katerina Maleeva Sylvia Hanika Bettina Bunge     |
| 26 ottobre | Open di Zurigo 1987 Zurigo, Svizzera Cemento Singolare - Doppio                           | Steffi Graf 6-2, 6-2                            | Hana Mandlíková                       | Manuela Maleeva Nathalie Tauziat | Katerina Maleeva Raffaella Reggi Christina Singer Judith Wiesner |
| 26 ottobre | Open di Zurigo 1987 Zurigo, Svizzera Cemento Singolare - Doppio                           | Nathalie Herreman Pascale Paradis 6-3, 2-6, 6-3 | Jana Novotná Catherine Suire          | Manuela Maleeva Nathalie Tauziat | Katerina Maleeva Raffaella Reggi Christina Singer Judith Wiesner |
| 26 ottobre | Virginia Slims of Indianapolis 1987 Indianapolis, USA Cemento indoor Singolare - Doppio   | Halle Cioffi 4-6, 6-4, 7-6                      | Anne Smith                            | Leila Meskhi Hu Na               | Barbara Potter Terry Phelps Gretchen Magers Elly Hikami          |
| 26 ottobre | Virginia Slims of Indianapolis 1987 Indianapolis, USA Cemento indoor Singolare - Doppio   | Jenny Byrne Michelle Jaggard-Lai 6-2, 6-3       | Beverly Bowes Hu Na                   | Leila Meskhi Hu Na               | Barbara Potter Terry Phelps Gretchen Magers Elly Hikami          |

## Novembre
| Settimana   | Torneo                                                                                | Vincitrici                                  | Finaliste                          | Semifinaliste                   | Eliminate ai quarti                                           |
| ----------- | ------------------------------------------------------------------------------------- | ------------------------------------------- | ---------------------------------- | ------------------------------- | ------------------------------------------------------------- |
| 2 novembre  | Virginia Slims of Arkansas 1987 Little Rock, USA Sintetico indoor Singolare - Doppio  | Sandra Cecchini 0-6, 6-1, 6-3               | Nataša Zvereva                     | Anne Smith Larisa Neiland       | Niurka Sodupe Susan Sloane Barbara Gerken Manon Bollegraf     |
| 2 novembre  | Virginia Slims of Arkansas 1987 Little Rock, USA Sintetico indoor Singolare - Doppio  | Mary Lou Daniels Robin White 6-2, 6-4       | Lea Antonoplis Barbara Gerken      | Anne Smith Larisa Neiland       | Niurka Sodupe Susan Sloane Barbara Gerken Manon Bollegraf     |
| 2 novembre  | Virginia Slims of New England 1987 Worcester, USA Sintetico indoor Singolare - Doppio | Pam Shriver 6-4, 4-6, 6-0                   | Chris Evert                        | Gabriela Sabatini Helena Suková | Barbara Potter Lori McNeil Eva Pfaff Bettina Bunge            |
| 2 novembre  | Virginia Slims of New England 1987 Worcester, USA Sintetico indoor Singolare - Doppio | Elise Burgin Rosalyn Fairbank 6-4, 6-4      | Bettina Bunge Eva Pfaff            | Gabriela Sabatini Helena Suková | Barbara Potter Lori McNeil Eva Pfaff Bettina Bunge            |
| 9 novembre  | Ameritech Cup 1987 Chicago, USA Sintetico indoor Singolare - Doppio                   | Martina Navrátilová 6-1, 6-2                | Nataša Zvereva                     | Helena Suková Barbara Potter    | Lori McNeil Leila Meskhi Zina Garrison Kate Gompert           |
| 9 novembre  | Ameritech Cup 1987 Chicago, USA Sintetico indoor Singolare - Doppio                   | Claudia Kohde Kilsch Helena Suková 6-4, 6-3 | Zina Garrison Lori McNeil          | Helena Suková Barbara Potter    | Lori McNeil Leila Meskhi Zina Garrison Kate Gompert           |
| 16 novembre | Virginia Slims Championships 1987 New York, USA Sintetico indoor Singolare - Doppio   | Steffi Graf 4-6, 6-4, 6-0, 6-4              | Gabriela Sabatini                  | Manuela Maleeva Sylvia Hanika   | Helena Suková Raffaella Reggi Pam Shriver Martina Navrátilová |
| 16 novembre | Virginia Slims Championships 1987 New York, USA Sintetico indoor Singolare - Doppio   | Martina Navrátilová Pam Shriver 6-1, 6-1    | Claudia Kohde Kilsch Helena Suková | Manuela Maleeva Sylvia Hanika   | Helena Suková Raffaella Reggi Pam Shriver Martina Navrátilová |

## Dicembre
Nessun evento